# Sian Barbara Allen
Sian Barbara Allen (Reading, Pennsylvania, 1946. július 12. – Chapel Hill, Észak-Karolina, 2025. március 31.) amerikai film- és televíziós színésznő.

## Élete és munkássága
Színészetet a Pasadena Színháznál tanult, Kaliforniában. A filmekben és sorozatokban kizárólag mellékszereplőként tűnt fel. Első filmszerepét 1972-ben kapta. Látható volt a Bonanza, Kojak és a Columbo sorozatokban. Ez utóbbiban a Gyönyörű gyilkos című epizódban volt látható egy Shirley nevű titkárnő szerepében, aki rájön az éppen aktuális gyilkosság elkövetőjének személyére és ezért őt is kénytelen a tettes eltenni láb alól.
1990-ben visszavonult a színészettől.

## Magánélete
Szüleiről csak annyit tudni, hogy 1965-ben elváltak. Ő maga férjhez ment és lánya is született. Egyik nővére, Meg Pokrass írónő és tanítónő.

## Filmjei
- Marcus Welby, M.D. (1971-1974)
- Bonanza (1972)
- Ironside (1972-1974)
- Columbo (1973)
- A hölgy és a bandita (1974)
- Kojak (1974)
- Rockford nyomoz (1974)
- A Lindbergh-bébi ügye (1976)
- Hawaii Five-O (1977)
- Baretta (1978)
- W.E.B. (1978)
- Cagney és Lacey (1988)